# Kanton Châteauneuf-d’Ille-et-Vilaine
Der Kanton Châteauneuf-d’Ille-et-Vilaine war von 1790 bis 2015 ein französischer Wahlkreis im Arrondissement Saint-Malo, im Département Ille-et-Vilaine und in der Region Bretagne; sein Hauptort war Châteauneuf-d’Ille-et-Vilaine. 

## Geschichte
Der Kanton entstand am 15. Februar 1790. Von 1801 bis 2015 gehörten neun Gemeinden zum Kanton Châteauneuf-d’Ille-et-Vilaine. Mit der Neuordnung der Kantone in Frankreich wurde der Kanton 2015 aufgelöst und die Gemeinden wechselten in andere Wahlkreise.

## Lage
Der Kanton lag im Nordwesten des Départements Ille-et-Vilaine. 

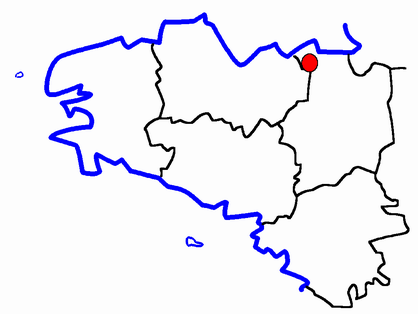
Lage des Kantons Châteauneuf-d’Ille-et-Vilaine innerhalb der Bretagne

## Gemeinden
| Gemeinde                      | Bretonisch       | Einwohner (2022) | Fläche (km²) | Code postal | Code Insee |
| ----------------------------- | ---------------- | ---------------- | ------------ | ----------- | ---------- |
| Châteauneuf-d’Ille-et-Vilaine | Kastell-Noez     | 1.679            | 1.38         | 35430       | 35070      |
| La Ville-ès-Nonais            | Kerlean          | 1.226            | 4.34         | 35430       | 35358      |
| Le Tronchet                   | Ar Granneg       | 1.204            | 11.35        | 35540       | 35362      |
| Lillemer                      | Enez-Veur        | 383              | 3.74         | 35111       | 35153      |
| Miniac-Morvan                 | Minieg-Morvan    | 4.379            | 31.03        | 35540       | 35179      |
| Plerguer                      | Plergar          | 2.871            | 20.19        | 35540       | 35224      |
| Saint-Guinoux                 | Sant-Gwênoù      | 1.247            | 6.37         | 35430       | 35279      |
| Saint-Père                    | Sant-Pêr-Poualed | 2.399            | 19.74        | 35430       | 35306      |
| Saint-Suliac                  | Sant-Suliav      | 977              | 5.46         | 35430       | 35314      |
| Kanton                        | Kastell-Noez     | 14.374           | 103.60       | -           | 3508       |

## Bevölkerungsentwicklung
| 1962 | 1968 | 1975 | 1982 | 1990   | 1999   | 2006   | 2012   |
| ---- | ---- | ---- | ---- | ------ | ------ | ------ | ------ |
| 8562 | 8258 | 8472 | 9501 | 10.212 | 10.533 | 12.525 | 14.374 |

## Politik
Der Kanton hatte bis zu seiner Auflösung folgende Abgeordnete im Rat des Départements:  
| Vertreter im conseil général des Départements | Vertreter im conseil général des Départements | Vertreter im conseil général des Départements |
| Amtszeit                                      | Name                                          | Partei                                        |
| --------------------------------------------- | --------------------------------------------- | --------------------------------------------- |
| 1945–1976                                     | François Rouvrais                             | FR                                            |
| 1976–1988                                     | Bernard Cos                                   | Républicains indépendants (RI), dann UDF-PR   |
| 1988–1994                                     | Jean Daniel                                   | PS                                            |
| 1994–2015                                     | Jean-Francis Richeux                          | PR-UDI                                        |